# John Leveson-Gower (1. hrabia Gower)

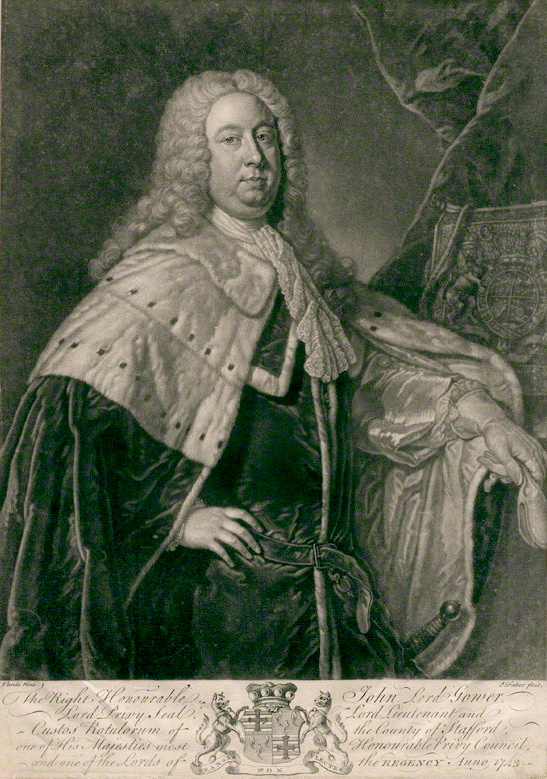
Lord Gower

John Leveson-Gower, 1. hrabia Gower (ur. 10 sierpnia 1694, zm. 25 grudnia 1754) – brytyjski arystokrata i polityk, związany ze stronnictwem torysów.

## Życiorys
Był synem Johna Levesona-Gowera, 1. barona Gower, i lady Catherine Manners, córki 1. księcia Rutland. Po śmierci ojca w 1709 r. odziedziczył tytuł 2. barona Gower i po osiągnięciu wymaganego prawem wieku zasiadł w Izbie Lordów. W 1739 r. był jednym z założycieli Foundling Hospital. W latach 1742–1743 i 1744–1754 był Lordem Tajnej Pieczęci. Od 1742 r. był członkiem Tajnej Rady. W 1746 r. otrzymał tytuły hrabiego Gower i wicehrabiego Trentham.

## Rodzina
13 marca 1711/1712 r. poślubił lady Evelyn Pierrepont (zm. 26 czerwca 1727), córkę Evelyna Pierreponta, 1. księcia Kingston-upon-Hull, i lady Mary Feilding, córki 3. hrabiego Denbigh. John i Evelyn mieli razem czterech synów i siedem córek:
- John Leveson-Gower (28 listopada 1712 - 15 lipca 1723)
- Gertrude Leveson-Gower (15 lutego 1715 - 1 lipca 1794), żona Johna Russella, 4. księcia Bedford, miała dzieci
- William Leveson-Gower (17 lutego 1716 - 4 kwietnia 1739)
- Mary Leveson-Gower (30 października 1717 - 30 kwietnia 1778), żona sir Richard Wrottesleya
- Frances Leveson Gower (12 sierpnia 1720–1788), żona lorda Johna Sackville’a, miała dzieci
- Granville Leveson-Gower (4 sierpnia 1721 - 26 października 1803), 1. markiz Stafford
- Elizabeth Leveson-Gower (20 stycznia 1723 - 28 kwietnia 1784), żona Johna Waldegrave'a, 3. hrabiego Waldegrave, miała dzieci
- Evelyn Leveson-Gower (26 stycznia 1724 - 14 kwietnia 1763), żona Johna Fitzpatricka, 1. hrabiego Upper Ossory, miała dzieci
- Richard Leveson-Gower (3o kwietnia 1726 - 19 października 1753)
- Catherine Leveson-Gower (ur. 31 maja 1727), zmarła w dzieciństwie
- Diana Leveson-Gower (31 maja 1727–1737)

31 października 1733 r. poślubił Penelope Stenhouse (zm. 19 sierpnia 1734), córkę sir Johna Stenhouse’a, 7. baroneta. John i Penelope mieli razem jedną córkę:
- Penelope Leveson-Gower (czerwiec 1734 – 26 lutego 1742)

16 maja 1736 r. poślubił lady Mary Tufton (6 lipca 1701 - 19 lutego 1785), córkę Thomasa Tuftona, 6. hrabiego Thanet, i lady Catherine Cavendish, córki 2. księcia Newcastle. John i Mary mieli razem dwóch synów:
- Thomas Leveson-Gower (ur. 23 sierpnia 1738), zmarł w dzieciństwie
- John Leveson-Gower (11 lipca 1749 - 28 sierpnia 1792), ożenił się z Frances Boscawen, miał dzieci